# Науковий об'єкт, що становить національне надбання

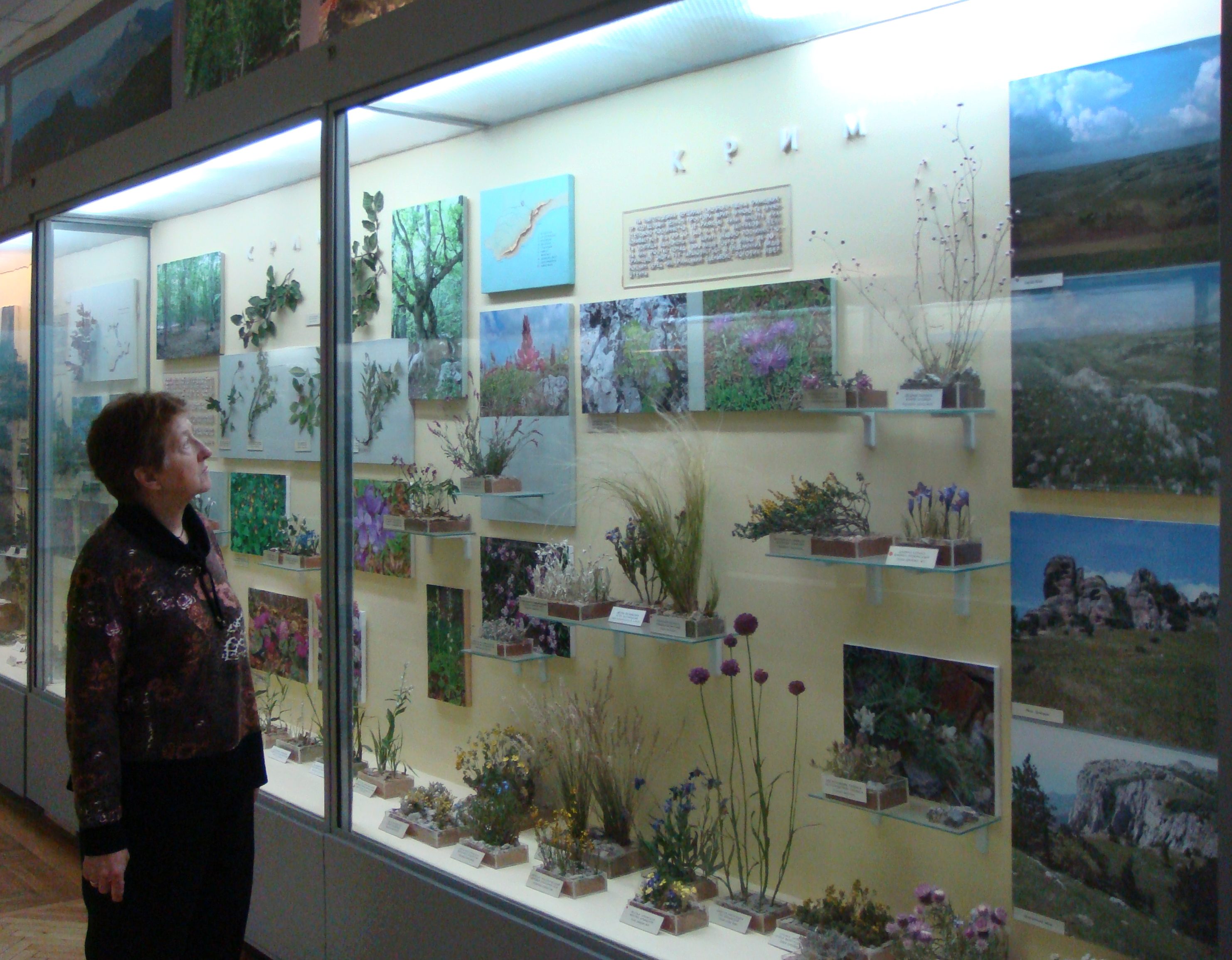
Експозиція «Крим» в залі «Україна» ботанічного відділу Національного науково-природничого музею, експозиції та наукові фонди якого входять до Переліку наукових об'єктів, що становлять національне надбання.

Науко́вий об'є́кт, що стано́вить націона́льне надба́ння — термін українського законодавства, який позначає унікальний об'єкт, що не піддається відтворенню, втрата або руйнування якого матиме серйозні негативні наслідки для розвитку науки та суспільства.

## Обсяг об'єктів
Науко́вий об'є́кт, що стано́вить націона́льне надба́ння, визначений статтею 16 Закону України «Про наукову і науково-технічну діяльність», регулюється «Положенням про порядок визначення наукових об'єктів, що становлять національне надбання», затвердженим постановою Кабінету Міністрів України від 18 лютого 1997 року № 174.
До наукових об'єктів, що становлять національне надбання, можуть бути віднесені:
1) унікальні об'єкти музейних, архівних фондів, колекції, особливо цінні та рідкісні видання, інші пам'ятки історії та культури;
2) інформаційні фонди;
3) дослідні установки, обладнання, полігони;
4) природні та біосферні заповідники, національні природні парки, заказники, пам'ятки природи, ботанічні сади, дендрологічні парки, інші природні території та об'єкти, штучно створені об'єкти природно-заповідного фонду, що потребують підтримки, не передбаченої Законом України «Про природно-заповідний фонд України», або їх окремі частини, зокрема ботанічні, зоологічні, мікробіологічні та інші колекції;
5) інші унікальні наукові об'єкти.

## Державний Реєстр
Для обліку наукових об'єктів, що становлять національне надбання, запроваджено Державний реєстр наукових об'єктів, що становлять національне надбання.
Функціонування і наповнення Реєстру регулюється статтею 16 Закону України «Про наукову на та науково-технічну діяльність».
Державний реєстр наукових об'єктів, що становлять національне надбання, веде центральний орган виконавчої влади, що забезпечує формування та реалізує державну політику у сфері наукової і науково-технічної діяльності, у визначеному ним порядку.

### Процедура включення
Рішення про надання науковому об'єкту статусу такого, що становить національне надбання, та про позбавлення його цього статусу приймає Кабінет Міністрів України за поданням центрального органу виконавчої влади, що забезпечує формування та реалізує державну політику у сфері наукової і науково-технічної діяльності.
Ініціатором внесення об'єкта до реєстру або вилучення його з реєстру може бути центральний орган виконавчої влади, орган місцевого самоврядування, Національна і галузеві академії наук, громадська організація, установа (юридична особа), що відповідає за збереження об'єкта і належне використання коштів, призначених для його підтримки.

## Приклади
Прикладами наукових об'єктів, що становлять національне надбання, є:

### приклади колекцій
- Наукові фонди та музейна експозиція Національного науково-природничого музею (з 2001 року).
- Наукові колекції Інституту зоології НАН України (2001).
- Банк клітинних ліній Інституту фізіології імені О. О. Богомольця (2001).
- Фонд рукописів, стародруків, рідкісних видань, історичних колекцій, архівний фонд України та депозитарій Національної бібліотеки України імені В. І. Вернадського (2001).
- Національний Гербарій України (при Інституті ботаніки НАН України).

### приклади природних комплексів
- Дендрарій ботанічного саду Чернівецького національного університету імені Юрія Федьковича (2002).
- Рослинно-тваринний комплекс та еталонні чорноземні ґрунти Луганського природного заповідника.
- агроекосистема яблуневого саду Уманського державного аграрного університету.

### приклади технокомплексів
- Полігонний випробувальний комплекс Державного науково-випробувального центру Збройних Сил України.
- Національна еталонна база (державні еталони та лінійно-геодезичний полігон) Держстандарту.
- Ядерно-фізичні установки Національного наукового центру «Харківський фізико-технічний інститут».
- Комплекс скануючої тунельної та растрової електронної мікроскопії КПІ імені Ігоря Сікорського

Див. також: Перелік наукових об'єктів, що становлять національне надбання